# Rue Bardinet
Pour les articles homonymes, voir Bardinet.
La rue Bardinet est une voie du 14e arrondissement de Paris, en France.

## Situation et accès
La rue Bardinet est une voie publique située dans le 14e arrondissement de Paris. Elle débute au 179, rue d'Alésia et se termine au 27 bis, rue de l'Abbé-Carton.

## Origine du nom
La rue tire son nom de celui d'un propriétaire.

## Historique
La partie de cette voie située entre la rue d'Alésia et la rue Paulette-Jacquier était initialement la « villa Bardinet ». En 1899, cette voie devient une rue par son prolongement de la rue Paulette-Jacquier à la rue de l'Abbé-Carton.

## Bâtiments remarquables et lieux de mémoire
- No 3-5 : « maisons à loyer » (Émile Brun architecte)[1]
- No 16 : c'est dans cet immeuble que demeurait le peintre Henri Goetz, de 1932 à 1934.
- No 19: c'est dans cet immeuble qu'est née Georgette Dupouy.